# Comissari Dupin
Comissari Dupin (originalment en alemany, Kommissar Dupin) és una sèrie de pel·lícules criminals de l'ARD protagonitzada per Pasquale Aleardi en el paper del comissari Georges Dupin, que s'emet des del 2014. La sèrie està basada en les novel·les de Jörg Bong que es van publicar amb el pseudònim de Jean-Luc Bannalec. Totes les pel·lícules estrenades fins ara s'han rodat en llocs originals de la Bretanya.

## Sinopsi
El comissari no convencional Georges Dupin és traslladat de París a Concarneau, a la Bretanya. Com que està acostumat a viure a la gran ciutat, té problemes per trobar el seu camí al camp bretó. Com que els bretons també són molt idiosincràtics i reservats amb els estranys, Dupin ha de guanyar-se el respecte amb un bon treball d'investigació i aprendre a adaptar-se a l'estil de vida dels habitants. També compta amb el suport del seu secretari Nolwenn, que li dona consells sobre les peculiaritats de la zona. En el transcurs de la sèrie augmenta el respecte dels que l'envolten i ja no se'l tracta com un turista de l'estranger, com ho era al principi. No obstant això, no sempre pot despendre's dels seus "orígens parisencs".

## Llista de pel·lícules
| Núm. | Títol                    | Direcció               | Data d'emissió original (ARD) | Data d'emissió a Catalunya (TV3) | Data d'emissió al País Valencià (À Punt) |
| ---- | ------------------------ | ---------------------- | ----------------------------- | -------------------------------- | ---------------------------------------- |
| 1    | «Relacions bretones»     | Matthias Tiefenbacher  | 16 d'abril de 2014            | 31 d'octubre de 2021             | Sense anunciar                           |
| 2    | «Onades bretones»        | Matthias Tiefenbacher  | 27 de novembre de 2014        | 29 de gener de 2022              | Sense anunciar                           |
| 3    | «Or bretó»               | Thomas Roth            | 19 de març de 2015            | 7 d'agost de 2022                | 23 d'agost de 2022                       |
| 4    | «Orgull bretó»           | Thomas Roth            | 2 de març de 2017             | 7 d'agost de 2022                | Sense anunciar                           |
| 5    | «Marea alta bretona»     | Thomas Roth            | 9 de març de 2017             | 11 de març de 2023               | 26 d'agost de 2022                       |
| 6    | «Llum bretona»           | Dagmar Seume           | 1 de març de 2018             | 12 de març de 2023               | 29 d'agost de 2022                       |
| 7    | «Secret bretó»           | Bruno Grass            | 11 d'abril de 2019            | 18 de març de 2023               | 30 d'agost de 2022                       |
| 8    | «Llegat bretó»           | Bruno Grass            | 14 de maig de 2020            | 19 de març de 2023               | 1 de setembre de 2022                    |
| 9    | «Especialitats bretones» | Bruno Grass            | 6 de maig de 2021             | 25 de març de 2023               | 2 de setembre de 2022                    |
| 10   | «Idil·lis bretons»       | Janis Rebecca Rattenni | 14 d'abril de 2022            | 3 de novembre de 2024            | Sense anunciar                           |
| 11   | «Nits bretones»          | Holger Haase           | 20 d'abril de 2023            | 3 de novembre de 2024            | Sense anunciar                           |
| 12   | «Bretonischer Ruhm»      | Holger Haase           | 28 de març de 2024            | Sense anunciar                   | Sense anunciar                           |